# Megaselia sinuata
Megaselia sinuata är en tvåvingeart som beskrevs av Schmitz 1926. Megaselia sinuata ingår i släktet Megaselia och familjen puckelflugor. Inga underarter finns listade i Catalogue of Life.